# Timber Lakes
Timber Lakes és una concentració de població designada pel cens dels Estats Units a l'estat de Utah. Segons el cens del 2000 tenia 289 habitants.

## Demografia
Segons el cens del 2000, Timber Lakes tenia 289 habitants, 108 habitatges, i 81 famílies. La densitat de població era de 41,3 habitants per km².
Dels 108 habitatges en un 33,3% hi vivien nens de menys de 18 anys, en un 71,3% hi vivien parelles casades, en un 2,8% dones solteres, i en un 24,1% no eren unitats familiars. En el 14,8% dels habitatges hi vivien persones soles el 0,9% de les quals corresponia a persones de 65 anys o més que vivien soles. El nombre mitjà de persones vivint en cada habitatge era de 2,68 i el nombre mitjà de persones que vivien en cada família era de 3,06.
Per edats la població es repartia de la següent manera: un 27,7% tenia menys de 18 anys, un 3,8% entre 18 i 24, un 40,1% entre 25 i 44, un 23,5% de 45 a 60 i un 4,8% 65 anys o més.
L'edat mediana era de 34 anys. Per cada 100 dones de 18 o més anys hi havia 117,7 homes.
La renda mediana per habitatge era de 55.208 $ i la renda mediana per família de 60.395 $. Els homes tenien una renda mediana de 44.286 $ mentre que les dones 30.625 $. La renda per capita de la població era de 22.214 $. Cap de les famílies i el 3% de la població estaven per davall del llindar de pobresa.

## Poblacions més properes
El següent diagrama mostra les poblacions més properes.